# 岸清一
岸 清一（きし せいいち、慶応3年7月4日（1867年8月3日） - 1933年（昭和8年）10月29日）は、日本の弁護士、政治家。国際オリンピック委員会(IOC)委員。日本の体育・スポーツ界発展のため尽力し、“近代スポーツの父”として慕われた。法学博士。

## 生涯
慶応3年7月4日（1867年8月3日）、松江雑賀町（現在の島根県松江市雑賀町）に松江藩の下級武士・岸伴平の次男として生まれる。小学校時代の同級生に若槻禮次郎（第25代・第28代内閣総理大臣）がいる。岸と若槻は血のつながりはないが、近い親類だった。
松江雑賀小学校、島根県第一中学校（現在の島根県立松江北高等学校）、大学予備門を経て東京帝国大学法科大学英法科に進学。
1889年（明治22年）7月に東京帝大を卒業後、代言人免許を受け、岸法律事務所を東京の京橋に設置。1893年（明治26年）に制度改正により弁護士となる。
法律の調査・視察の為に数回の渡欧後、1910年（明治43年）10月に法学博士となった。1915年（大正4年）、東京弁護士会会長に就任。1927年（昭和2年）には第一東京弁護士会会長に就任するなど法曹界の重鎮であり、特に民事訴訟法の権威であった。
1932年（昭和7年）3月15日には勅選の貴族院議員となり、死去まで務めた。
1933年（昭和8年）10月29日、病気のため死去。66歳没。

## 日本スポーツ界の功労者

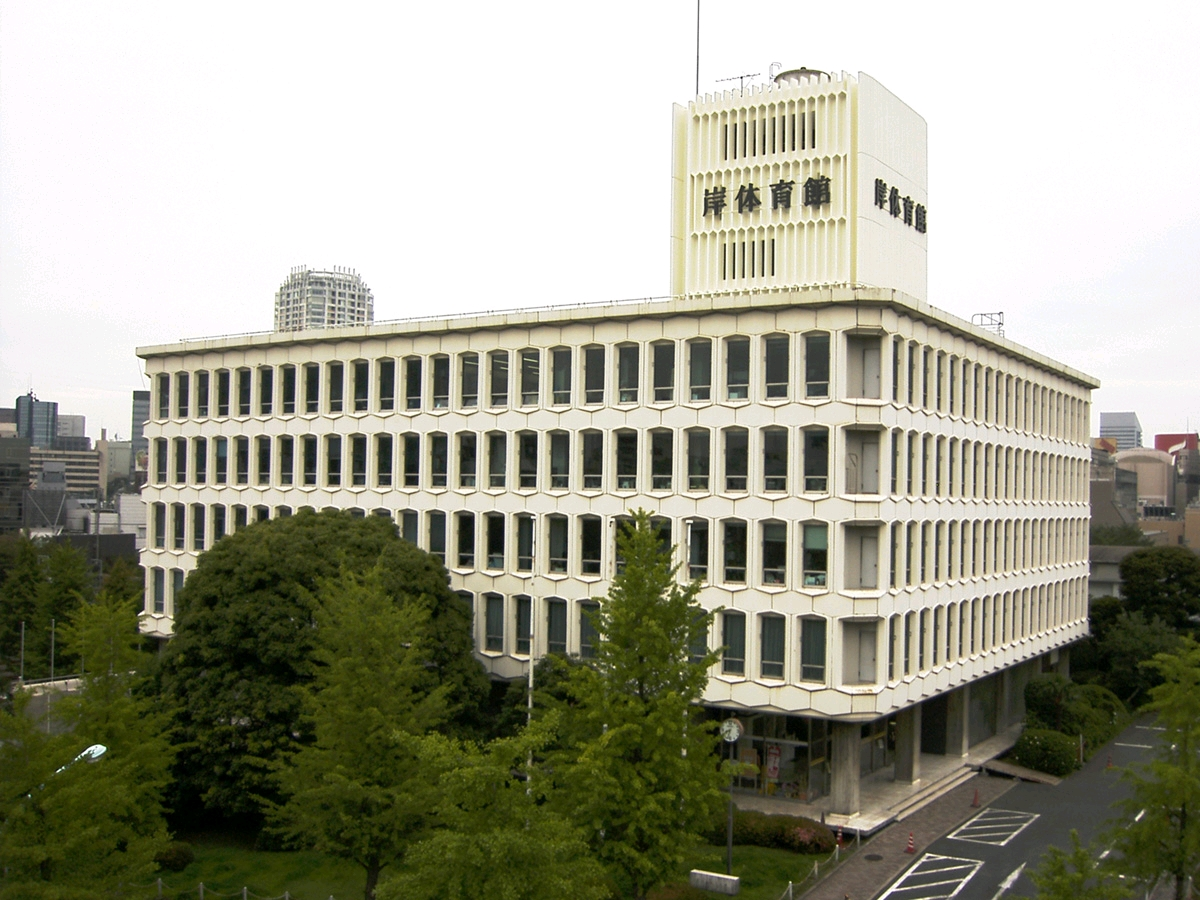
岸記念体育会館

日本スポーツ協会にある「岸清一先生」の像（2019年6月25日撮影）

岸はまた、日本スポーツ界発展に尽くした人物として知られる。岸は東京帝国大学在学中には漕艇で活躍した。
1911年（明治44年）に大日本体育協会（日本体育協会）が嘉納治五郎によって設立された際には維持員として参画し、1916年（大正5年）には副会長に就任。1921年（大正10年）3月に第2代会長に就任した。
1920年（大正9年）6月には日本漕艇協会（日本ローイング協会）初代会長に就任した（1921年（大正10年）6月まで、以降は顧問となる）。
1924年（大正13年）6月 国際オリンピック委員会（IOC）委員に就任し、死去するまで務めた。また野津謙専務理事（後に日本サッカー協会（JFA）会長）と共に大日本蹴球協会（のちのJFA）の国際サッカー連盟（FIFA）加盟(1929年)にも尽力した。
1932年（昭和7年）に開催されたロサンゼルスオリンピックにはIOC委員として参加している。
1924年（大正13年）3月に紺綬褒章を受章した。岸の故郷である松江市の島根県庁には岸の銅像があり、1964年に除幕式が行われた際には当時のIOC会長であったアベリー・ブランデージが自ら出席し、『東京オリンピックの開催は岸の偉業である』と讃辞を述べ、岸の功績を讃えた。
岸の死後に遺言により100万円の寄付がなされ、1940年（昭和15年）にお茶の水に岸記念体育会館が建設され、1964年（昭和39年）の東京オリンピック開催を機に同年7月に渋谷の代々木に移転された。2018年（平成30年）11月8日、日本スポーツ協会理事会で岸記念体育会館を新国立競技場の隣接地に移転し「JAPAN SPORT OLYMPIC SQUARE」と名称を改めることとなり、館内に「岸清一メモリアルルーム」が設けられることが決定した。
2019年（平成31年）4月6-7日、岸清一の胸像が同月30日に竣工した「JAPAN SPORT OLYMPIC SQUARE」の前に岸記念体育会館から移設された。
岸の故郷である松江市では岸の名を冠した『岸清一賞 国際文化観光都市 まつえレディースハーフマラソン』大会が毎年3月に開催され、毎年7月下旬には『岸清一記念 松江市民レガッタ』大会が開催されている。また岸が漕艇選手出身だったということで松江市に2019年3月、『岸清一記念艇庫』が建てられオープンした。

## 関連作品
- 『いだてん〜東京オリムピック噺〜』2019年 、NHK大河ドラマ - 演：岩松了